# Louis Augustin Mie
Pour les articles homonymes, voir Mie (homonymie).
Ne doit pas être confondu avec Louis Mie.
Louis Augustin Mie est un homme politique français, connu sous le nom d'Auguste Mie, né le 18 octobre 1801 à Périgueux (Dordogne) et mort le 18 décembre 1885 à Saint-Mandé (Val-de-Marne).

## Biographie
Avocat, il est mêlé comme militant démocratique aux journées de juillet 1830. Il s'installe comme imprimeur à Paris, soutenant les journaux d'opposition, ce qui lui vaut de nombreux procès. Il est député de la Dordogne de 1848 à 1851, siégeant à gauche.

## Hommage
- Rue Auguste-Mie, dans le 14e arrondissement de Paris.

## Publications
- De la souveraineté du peuple dans les élections, A. Levavaseur libraire, Paris, 1830 (lire en ligne)

## Sources
- « Louis Augustin Mie », dans Adolphe Robert et Gaston Cougny, Dictionnaire des parlementaires français, Edgar Bourloton, 1889-1891 [détail de l’édition]